# Coniopteryx (Xeroconiopteryx) dentifera
Coniopteryx (Xeroconiopteryx) dentifera is een insect uit de familie van de dwerggaasvliegen (Coniopterygidae), die tot de orde netvleugeligen (Neuroptera) behoort. 
Coniopteryx (Xeroconiopteryx) dentifera is voor het eerst wetenschappelijk beschreven door Martin Meinander in 1983.